# Robin McKeever
Robin McKeever (* 8. April 1973 in Calgary) ist ein ehemaliger kanadischer Skilangläufer.

## Werdegang
McKeever startete international erstmals bei den Juniorenweltmeisterschaften 1993 in Harrachov. Dort errang er den 20. Platz über 30 km Freistil und den 14. Rang über 10 km klassisch. Im Skilanglauf-Weltcup startete er erstmals im Dezember 1993 in Santa Caterina Valfurva und belegte dabei den 81. Platz über 30 km klassisch. In der Saison 1994/95 erreichte er in Lahti mit dem 27. Platz über 15 km im Freistil seine beste Einzelplatzierung im Weltcup und mit dem 83. Platz im Gesamtweltcup sein bestes Gesamtergebnis. Bei den nordischen Skiweltmeisterschaften 1995 in Thunder Bay lief er auf den 56. Platz über 10 km klassisch, auf den 47. Rang in der Verfolgung und auf den 39. Platz über 30 km klassisch. Der 28. Platz über 50 km klassisch und der zehnte Rang mit der Staffel waren seine besten Platzierungen bei den nordischen Skiweltmeisterschaften 1997 in Trondheim. Bei den Olympischen Winterspielen im folgenden Jahr in Nagano belegte er den 62. Platz über 30 km klassisch, den 58. Rang über 50 km Freistil und den 48. Platz über 10 km klassisch. Zudem errang er dort zusammen mit Donald Farley, Chris Blanchard und Guido Visser den 18. Platz in der Staffel. Sein bestes Ergebnis bei den nordischen Skiweltmeisterschaften 1999 in Ramsau am Dachstein war der 47. Platz über 50 km klassisch und bei den nordischen Skiweltmeisterschaften 2001 in Lahti der 37. Platz über 50 km Freistil. Im Continental-Cup holte er fünf Siege. Im Nor-Am Cup gewann er drei Rennen und belegte in der Saison 2007/08 den siebten Platz in der Gesamtwertung. Zudem gewann ein Rennen im Australia/New Zealand Cup und im Jahr 2008 den Merino Muster.
McKeever nahm als Guide für seinen Bruder Brian an den Winter-Paralympics 2002, Winter-Paralympics 2006 und Winter-Paralympics 2010 teil. Seit 2010 ist er Trainer des Paralympics-Skilanglauf- und -Biathlon-Team von Kanada.

## Siege bei Continental-Cup-Rennen
| Nr. | Datum             | Ort              | Disziplin       | Serie                     |
| --- | ----------------- | ---------------- | --------------- | ------------------------- |
| 1.  | 28. März 1998     | Mount Shark      | 50 km klassisch | Continental-Cup           |
| 2.  | 13. Februar 1999  | Vernon           | 30 km Freistil  | Continental-Cup           |
| 3.  | 20. März 1999     | Mount Washington | 30 km Freistil  | Continental-Cup           |
| 4.  | 5. Februar 2000   | Duntroon         | 10 km Freistil  | Continental-Cup           |
| 5.  | 16. Dezember 2000 | Val Cartier      | 30 km Freistil  | Continental-Cup           |
| 6.  | 27. Januar 2001   | Minneapolis      | 10 km klassisch | Nor-Am Cup                |
| 7.  | 4. Februar 2005   | Hinton           | 15 km klassisch | Nor-Am Cup                |
| 8.  | 5. Februar 2005   | Hinton           | 10 km Freistil  | Nor-Am Cup                |
| 9.  | 17. August 2008   | Snow Farm        | 10 km Freistil  | Australia/New Zealand Cup |

## Teilnahmen an Weltmeisterschaften und Olympischen Winterspielen

### Olympische Spiele
- 1998 Nagano: 18. Platz Staffel, 48. Platz 10 km klassisch, 28. Platz 50 km Freistil, 62. Platz 30 km klassisch

### Nordische Skiweltmeisterschaften
- 1995 Thunder Bay: 39. Platz 30 km klassisch, 47. Platz 15 km Verfolgung, 56. Platz 10 km klassisch
- 1997 Trondheim: 10. Platz Staffel, 28. Platz 50 km klassisch, 51. Platz 15 km Verfolgung, 53. Platz 30 km Freistil, 65. Platz 10 km klassisch
- 1999 Ramsau am Dachstein: 47. Platz 50 km klassisch, 61. Platz 15 km Verfolgung, 66. Platz 30 km Freistil, 69. Platz 10 km klassisch
- 2001 Lahti: 31. Platz 15 km klassisch, 37. Platz 30 km klassisch, 49. Platz Sprint Freistil